# Kylian Hazard
Kylian Hazard (La Louvière, 5 augustus 1995) is een Belgisch profvoetballer die doorgaans als aanvaller speelt, maar ook inzetbaar is als offensieve middenvelder. Sinds oktober 2024 staat hij onder contract bij Tubize-Braine. Eerder speelde de Belg onder meer voor Újpest FC, Cercle Brugge en RWDM. Kylian is een jongere broer van profvoetballers Thorgan Hazard en Eden Hazard.

## Spelerscarrière

### Jeugd
Hazard speelde net als zijn broers Eden en Thorgan in de jeugdopleiding van AFC Tubize. Hij vertrok in 2011 naar Lille OSC, maar brak daar nooit door.

### Begin profcarrière
Hazard sloot in 2013 aan bij White Star Bruxelles, op dat moment actief in de Tweede klasse. Hier maakte hij op 7 september 2013 zijn debuut in het betaald voetbal, in een wedstrijd tegen AFC Tubize.
Hazard ging in de zomer van 2014 naar SV Zulte Waregem, waarvoor hij debuteerde in de Eerste klasse. Bij Zulte Waregem zagen ze in hem de opvolger van zijn broer Thorgan die hier twee jaar de pannen van het dak speelde. Kylian kon deze verwachtingen echter niet waarmaken en vertrok er al na één seizoen.
In de zomer van 2015 trok Hazard naar het Hongaarse Újpest FC. In zijn eerste seizoen was hij meteen basisspeler, het daaropvolgende seizoen verdween hij wat uit beeld.

### Chelsea FC
Na een tweejarig verblijf bij Újpest FC verruilde hij deze Hongaarse club in augustus 2017 voor het grote Engelse Chelsea FC waar zijn broer Eden toen actief was. Kylian speelde er zijn wedstrijden bij de U21 van de club. In de voorbereiding van het seizoen 2018/19 sloot de aanvaller voor een tiendaagse proefperiode aan bij VVV-Venlo, maar vertrok voortijdig bij de Venlose eredivisionist met een aanbieding uit Spanje op zak.

### Cercle Brugge
Op 31 augustus 2018 besloot hij om voor één jaar op huurbasis bij Cercle Brugge te spelen. Op 3 november 2018 maakte hij zijn eerste treffer in de Belgische competitie tegen Royal Excel Moeskroen. Op 16 december 2018 scoorde hij ook tegen RSC Anderlecht. Aan het einde van het seizoen ondertekende hij een contract voor vier seizoenen bij Cercle Brugge. Sinds januari 2021 is Hazard naar de B-kern verwezen om disciplinaire redenen. De aanvaller vatte het seizoen 2022-2023 niet aan bij Cercle Brugge. In onderling overleg werd zijn contract ontbonden.

### RWD Molenbeek
Eind januari 2022 tekende Hazard een huurcontract met aankoopoptie bij RWDM tot het einde van het seizoen 2021/22. Met teammanager Michaël Marcou, die in het verleden babysitter was bij de familie Hazard, kwam hij er een oude bekende tegen. Hazard maakte op 13 februari 2022 zijn officiële debuut voor RWDM: in de competitiewedstrijd tegen KMSK Deinze (1-0-winst) viel hij in de 79e minuut in voor Thomas Ephestion. In zijn eerste officiële wedstrijd sinds 17 januari 2021 leverde hij al meteen bijna een assist af, maar William Togui werkte slecht af.
Na vijf invalbeurten op rij kreeg hij op 20 maart 2022 tegen Excelsior Virton zijn eerste basisplaats bij RWDM. Twee speeldagen later, toen RWDM zijn kwalificatie voor de barragewedstrijden voor promotie tegen RFC Seraing al beet had, scoorde hij bij zijn tweede basisplaats twee keer in de 2-1-zege tegen Waasland-Beveren. Hazard scoorde eigenlijk drie keer, maar een eerste doelpunt van hem werd onterecht afgekeurd voor buitenspel.
Midden juni 2022, een week nadat zijn contract met Cercle ontbonden werd, tekende Hazard een contract voor twee seizoenen bij RWDM met optie op een extra seizoen.
In het seizoen 2022-2023 van de Challenger Pro League ontbolsterde Hazard na een moeilijk seizoen volledig in de play-offs. Met zes goals en zeven assists in tien play-offduels leverde Kylian een grote bijdrage aan de titel van RWDM.
De voorbereiding op het nieuwe seizoen 2023-2024 in de Jupiler Pro League verliep dramatisch voor de RWDM-aanvaller. In de oefenwedstrijd begin juli op Standard Luik scheurde Hazard vlak voor rust de kruisbanden van de rechterknie. Na een operatie was hij ongeveer zes maanden in revalidatie.

### SK Beveren
Op 1 februari 2024, de laatste dag van de wintermercato, werd Hazard voor een half seizoen verhuurd aan de Belgische tweedeklasser SK Beveren, ondanks hij nog in revalidatie van zijn kruisbandblessure was. In april maakte hij in totaal 66 minuten in de drie laatste wedstrijden van dat seizoen.

### Tubize-Braine
Van juli tot september 2024 zat Hazard zonder contract. Op 2 oktober tekende hij bij Tubize-Braine, waar zijn vader Thierry voorzitter is. De Waalse club komt uit in de Belgische Eerste nationale. Hazard hoopt er zijn voetbalcarrière te herlanceren.

## Clubstatistieken
| Seizoen     | Club             | Competitie        | Competitie | Competitie | Competitie | Beker | Beker | Beker | Internationaal | Internationaal | Internationaal | Totaal | Totaal | Totaal |
| Seizoen     | Club             | Competitie        | Wed.       | Dlp.       | Ass.       | Wed.  | Dlp.  | Ass.  | Wed.           | Dlp.           | Ass.           | Wed.   | Dlp.   | Ass.   |
| ----------- | ---------------- | ----------------- | ---------- | ---------- | ---------- | ----- | ----- | ----- | -------------- | -------------- | -------------- | ------ | ------ | ------ |
| 2013/14     | WS Bruxelles     | Eerste klasse B   | 4          | 0          | 0          | 1     | 0     | 0     | —              | —              | —              | 5      | 0      | 0      |
| Club Totaal | Club Totaal      | Club Totaal       | 4          | 0          | 0          | 1     | 0     | 0     | 0              | 0              | 0              | 5      | 0      | 0      |
| 2014/15     | SV Zulte Waregem | Eerste klasse     | 2          | 0          | 0          | 2     | 0     | 0     | 1              | 0              | 0              | 5      | 0      | 0      |
| Club Totaal | Club Totaal      | Club Totaal       | 2          | 0          | 0          | 2     | 0     | 0     | 1              | 0              | 0              | 5      | 0      | 0      |
| 2015/16     | Újpest FC        | Nemzeti Bajnokság | 29         | 3          | 2          | 6     | 1     | 3     | —              | —              | —              | 35     | 4      | 5      |
| 2016/17     | Újpest FC        | Nemzeti Bajnokság | 5          | 0          | 0          | 2     | 0     | 0     | —              | —              | —              | 7      | 0      | 0      |
| Club Totaal | Club Totaal      | Club Totaal       | 34         | 3          | 2          | 8     | 1     | 3     | 0              | 0              | 0              | 42     | 4      | 5      |
| 2017/18     | Chelsea FC       | Premier League    | 0          | 0          | 0          | 0     | 0     | 0     | —              | —              | —              | 0      | 0      | 0      |
| Club Totaal | Club Totaal      | Club Totaal       | 0          | 0          | 0          | 0     | 0     | 0     | 0              | 0              | 0              | 0      | 0      | 0      |
| 2018/19     | → Cercle Brugge  | Eerste klasse A   | 21         | 4          | 1          | 1     | 0     | 0     | —              | —              | —              | 22     | 4      | 1      |
| 2019/20     | Cercle Brugge    | Eerste klasse A   | 27         | 1          | 3          | 1     | 0     | 0     | —              | —              | —              | 28     | 1      | 3      |
| 2020/21     | Cercle Brugge    | Eerste klasse A   | 18         | 1          | 3          | 0     | 0     | 0     | —              | —              | —              | 18     | 1      | 3      |
| Club Totaal | Club Totaal      | Club Totaal       | 66         | 6          | 7          | 2     | 0     | 0     | 0              | 0              | 0              | 68     | 6      | 7      |
| 2021/22     | → RWDM           | Eerste klasse B   | 10         | 2          | 0          | 0     | 0     | 0     | —              | —              | —              | 10     | 2      | 0      |
| 2022/23     | RWDM             | Eerste klasse B   | 22         | 6          | 8          | 0     | 0     | 0     | —              | —              | —              | 22     | 6      | 8      |
| Club Totaal | Club Totaal      | Club Totaal       | 32         | 8          | 8          | 0     | 0     | 0     | 0              | 0              | 0              | 32     | 8      | 8      |
| TOTAAL      | TOTAAL           | TOTAAL            | 138        | 17         | 17         | 13    | 1     | 3     | 1              | 0              | 0              | 152    | 18     | 20     |

## Trivia
- Hazard heeft twee oudere broers en één jongere. Eden (1991) en Thorgan (1993) zijn ook profvoetballer.
- Ook zijn vader Thierry Hazard was vroeger profvoetballer.